# William Billings

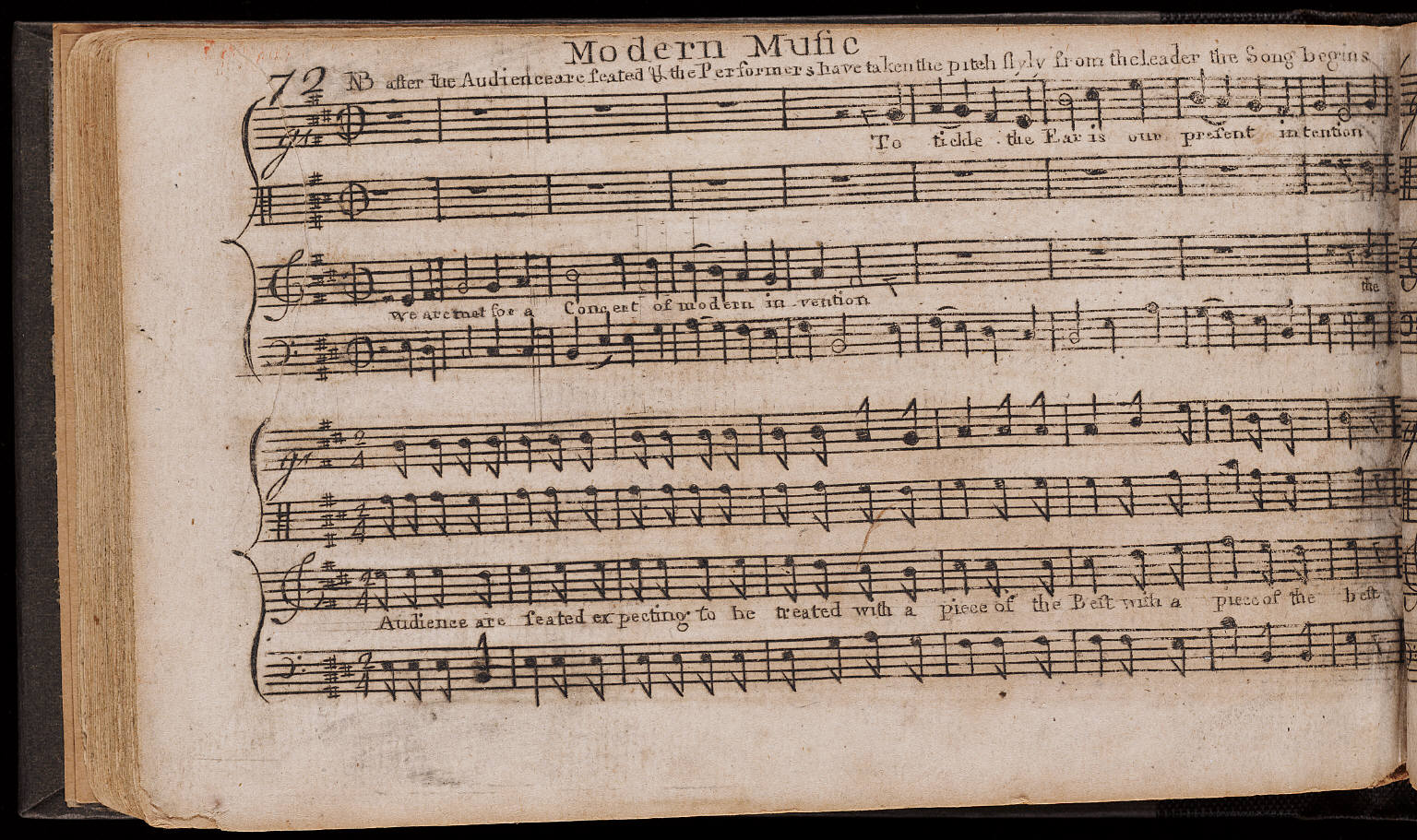
William Billings

William Billings (7 de octubre de 1746, Boston, Massachusetts - 26 de septiembre de 1800, Boston) fue un compositor de himnos estadounidense.
Era curtidor de oficio y en gran medida autodidacta en la música. Su estilo autóctono parece representar los valores distintivos de la naciente Norteamérica. Su pieza New England Psalm-Singer de 1770, fue la primera colección de música estadounidense publicada al igual que otras de sus obras como The Singing Master's Assistant de 1778 y The Continental Harmony de 1794.
- Datos: Q1348460
- Multimedia: William Billings / Q1348460